# 大哲學家
大哲學家，是日本純種競賽馬匹。生涯活躍於中距離賽事，曾於2021年勝出美國賽馬會盃。

## 出賽前
2017年4月8日出生於北海道安平町北部牧場，所有權歸於母系馬主近藤英子旗下。
其後交由栗東訓練中心練馬師音無秀孝訓練。

## 競賽生涯

### 2歲
2019年9月28日出戰阪神競馬場2歲新馬戰，保持於有利位置下在最後直路被對手超越，以第二的戰績完賽。
其後出戰2歲未勝利戰，選擇後上的戰術下於直路進入望空狀態，最終跑出全長最快末腳速度之下取得首勝。
其後出戰2歲一捷馬戰，採用前置戰術下再度未能前方賽駒，被拉開1 1/4馬位差距以第二落敗。

### 3歲
2020年年初出戰兩場表列賽若駒錦標及堇錦標亦未能掄元，雙雙取得第二的戰績。
5月9日出戰主席錦標以東京優駿（日本打吡）的優先出賽權為目標，但未能於直路順利衝出下僅跑獲第六。
稍為休養後於夏季成功勝出出雲崎特別及小牧特別，達成二連勝的戰績。
其後陣營安排其以經典三冠尾關菊花賞作為目標，成功以抽選形式進入出賽名單之中。比賽開始後，其選擇於第一人氣鐵鳥翱天附近的位置逐步推進，並於比賽途中一直緊盯對手，於對手在第三、四彎道開始發力時其亦有跟上。進入直路後，其繼續保持凌厲的勢頭追擊鐵鳥翱天，直路中段更和對手展開纏鬥，可惜於最後關頭被壓制之下未能超越對方，以頸位差距憾負得第二。

### 4歲
2021年以美國賽馬會盃作為首戰，比賽初段保持於第六左右的位置展開推進，於比賽途中未能太大動作之下仍然維持此節奏。進入直路後，其由中檔位置展開衝刺並順利突破，最終抵擋後方來襲的寰宇旅者及定稿之下取得首個分級賽冠軍。
其後接連挑戰阪神大賞典、春季天皇賞及寶塚紀念，分別以第七、第四及第九的戰績完賽，未能取得任何勝利。
進入秋季後以京都大賞典作為起動戰，本次比賽採用前置戰術下一直於約莫第四、五的位置逐步推進，於直路上一度因凌厲的衝勁而取得領先，但可惜於最後關頭被後方衝出的豐收節趕過，以鼻位之差取得第二。
完成京都大賞典後繼續於中距離戰線打拼，但於日本盃及有馬紀念分別以第九及第六落敗。

### 5歲
2022年首戰為目黑紀念，雖然賽前取得第五人氣，但最終以第十七的戰績大敗，休養過後於秋季亦未能取得優勢戰績，於京都大賞典及有馬紀念中均以兩位數的名次結束。

### 6歲
2023年其仍然未能擺脱低潮，於美國賽馬會盃中僅跑獲第七，其後於日經賞及目黑紀念再度大敗。
完成目黑紀念後，其被轉往上村洋行馬房。
11月5日出戰轉廄後的首戰阿根廷共和國盃，雖然比賽初段一直維持於先頭第二的位置，但於進入直路後隨即力弱失速，最終以第十六慘敗。

### 7歲
2024年其仍然現役，但未有任何斬獲，最佳戰績為於大阪城錦標中取得第六。
6月1日出戰鳴尾紀念取得第九後，陣營決定安排其退役，並月6月12日取消日本中央競馬會的賽駒註冊。

### 詳細賽績
| 日期       | 舉辦國家 | 馬場 | 距離   | 級別 | 賽事名稱       | 負重 | 騎師     | 馬號 | 出馬 | 名次 | 時間   | 頭馬（二馬）      |
| ---------- | -------- | ---- | ------ | ---- | -------------- | ---- | -------- | ---- | ---- | ---- | ------ | ----------------- |
| 28/9/2019  | 日本     | 阪神 | 草1800 |      | 2歲新馬        | 54   | 李慕華   | 18   | 18   | 2    | 1:48.0 | Wiesbaden         |
| 20/10/2019 | 日本     | 京都 | 草1600 |      | 2歲未勝利      | 55   | 李慕華   | 7    | 8    | 1    | 1:35.7 | （Lord Bay Leaf） |
| 28/12/2019 | 日本     | 阪神 | 草1800 |      | 2歲一捷馬戰    | 55   | 松山弘平 | 5    | 11   | 2    | 1:48.0 | Christie          |
| 26/1/2020  | 日本     | 京都 | 草2000 | L    | 若駒錦標       | 56   | 福永祐一 | 1    | 6    | 2    | 2:02.5 | Kevin             |
| 1/3/2020   | 日本     | 阪神 | 草2200 | L    | 堇錦標         | 56   | 松山弘平 | 1    | 5    | 2    | 2:12.7 | 最優異            |
| 9/5/2020   | 日本     | 東京 | 草2000 | L    | 主席錦標       | 56   | 福永祐一 | 10   | 11   | 6    | 2:00.9 | 迎刃而上          |
| 2/8/2020   | 日本     | 新潟 | 草2000 |      | 出雲崎特別     | 54   | 杜滿萊   | 8    | 15   | 1    | 1:59.7 | （Asteroid Belt） |
| 20/9/2020  | 日本     | 中京 | 草2200 |      | 小牧特別       | 54   | 杜滿萊   | 1    | 9    | 1    | 2:11.9 | （飛如鳥）        |
| 25/10/2020 | 日本     | 京都 | 草3000 | GI   | 菊花賞         | 57   | 李慕華   | 9    | 18   | 2    | 3:05.5 | 鐵鳥翱天          |
| 24/1/2021  | 日本     | 中山 | 草2200 | GII  | 美國賽馬會盃   | 55   | 李慕華   | 9    | 17   | 1    | 2:17.9 | （寰宇旅者）      |
| 21/3/2021  | 日本     | 阪神 | 草3000 | GII  | 阪神大賞典     | 56   | 李慕華   | 9    | 13   | 7    | 3:09.5 | 緣厚情摯          |
| 2/5/2021   | 日本     | 阪神 | 草3200 | GI   | 春季天皇賞     | 56   | 李慕華   | 2    | 17   | 4    | 3:15.2 | 世界首映          |
| 27/6/2021  | 日本     | 阪神 | 草2200 | GI   | 寶塚紀念       | 58   | 武豐     | 9    | 13   | 9    | 2:12.4 | 創世駒            |
| 10/10/2021 | 日本     | 阪神 | 草2400 | GII  | 京都大賞典     | 57   | 杜滿萊   | 9    | 14   | 2    | 2:24.5 | 豐收節            |
| 28/11/2021 | 日本     | 東京 | 草2400 | GI   | 日本盃         | 57   | 横山武史 | 9    | 18   | 9    | 2:25.8 | 鐵鳥翱天          |
| 26/12/2021 | 日本     | 中山 | 草2500 | GI   | 有馬紀念       | 57   | 武豐     | 11   | 16   | 6    | 2:33.0 | 樂透心            |
| 29/5/2022  | 日本     | 東京 | 草2500 | GII  | 目黑紀念       | 57.5 | 武豐     | 15   | 18   | 17   | 2:33.2 | 皇庭譜曲          |
| 10/10/2022 | 日本     | 阪神 | 草2400 | GII  | 京都大賞典     | 56   | 鮫島克駿 | 3    | 14   | 11   | 2:25.6 | 飄揚青帆          |
| 25/12/2022 | 日本     | 中山 | 草2500 | GI   | 有馬紀念       | 57   | 武豐     | 4    | 16   | 14   | 2:34.9 | 春秋分            |
| 22/1/2023  | 日本     | 中山 | 草2200 | GII  | 美國賽馬會盃   | 57   | 横山和生 | 13   | 14   | 7    | 2:14.4 | 北橋              |
| 25/3/2023  | 日本     | 中山 | 草2500 | GII  | 日經賞         | 57   | 菅原明良 | 7    | 12   | 11   | 2:41.0 | 領銜              |
| 28/5/2023  | 日本     | 東京 | 草2500 | GII  | 目黑紀念       | 58   | 戶崎圭太 | 15   | 18   | 15   | 2:32.4 | 沉醉節拍          |
| 5/11/2023  | 日本     | 東京 | 草2500 | GII  | 阿根廷共和國盃 | 57   | 内田博幸 | 8    | 18   | 16   | 2:31.2 | 輕風飛            |
| 3/3/2024   | 日本     | 阪神 | 草1800 | L    | 大阪城錦標     | 57   | 横山典弘 | 2    | 15   | 6    | 1:45.8 | 星光速            |
| 21/4/2024  | 日本     | 京都 | 草1600 | GII  | 讀賣盃         | 57   | 古川吉洋 | 11   | 17   | 15   | 1:34.6 | 神志勇進          |
| 1/6/2024   | 日本     | 京都 | 草2000 | GIII | 鳴尾紀念       | 57   | 横山典弘 | 8    | 13   | 9    | 1:58.3 | 優鶴湖            |

## 退役後
退役後，大哲學家並未入種，而是於阪神競馬場休養，在2024年作為儀仗馬服務。

## 血統簡介
父系神威啟示爲日本賽駒，生涯戰績優秀，曾勝出一級賽菊花賞及日本盃，退役後亦有優秀的配種成績。祖父吉兆爲美國生產的日本賽駒，生涯戰績彪炳，曾於2002年及2003年連霸秋季天皇賞及有馬紀念。
母系Blue Diamond為日本賽駒，生涯六戰全敗。外祖父大震撼爲日本賽駒，爲日本賽馬史上第二匹無敗三冠馬，生涯出戰十四場賽事僅得兩場未能勝出，退役後配種成績亦極爲優秀。

### 血統表
| 父線：雷弼圖系（Hail to Reason系）                           |                             |                |               |
| 種馬 神威啟示 2010年（棗色）                                 | 吉兆 1999年（深棗色）       | Kris S.        | 雷弼圖        |
| 種馬 神威啟示 2010年（棗色）                                 | 吉兆 1999年（深棗色）       | Kris S.        | Sharp Queen   |
| 種馬 神威啟示 2010年（棗色）                                 | 吉兆 1999年（深棗色）       | Tee Kay        | Gold Meridian |
| 種馬 神威啟示 2010年（棗色）                                 | 吉兆 1999年（深棗色）       | Tee Kay        | Tri Argo      |
| 種馬 神威啟示 2010年（棗色）                                 | 西沙里奧 2002年（黑色）     | 特別週         | 週日寧靜      |
| 種馬 神威啟示 2010年（棗色）                                 | 西沙里奧 2002年（黑色）     | 特別週         | Campaign Girl |
| 種馬 神威啟示 2010年（棗色）                                 | 西沙里奧 2002年（黑色）     | Kirov Premiere | 鞍匠井        |
| 種馬 神威啟示 2010年（棗色）                                 | 西沙里奧 2002年（黑色）     | Kirov Premiere | Querida       |
| 繁殖雌馬 Blue Diamond 2011年（深棗色）                       | 大震撼 2002年（棗色）       | 週日寧靜       | Halo          |
| 繁殖雌馬 Blue Diamond 2011年（深棗色）                       | 大震撼 2002年（棗色）       | 週日寧靜       | Wishing Well  |
| 繁殖雌馬 Blue Diamond 2011年（深棗色）                       | 大震撼 2002年（棗色）       | 風中秀髮       | Alzao         |
| 繁殖雌馬 Blue Diamond 2011年（深棗色）                       | 大震撼 2002年（棗色）       | 風中秀髮       | Burghclere    |
| 繁殖雌馬 Blue Diamond 2011年（深棗色）                       | Grace Admire 1994年（棗色） | 東來兵         | Kampala       |
| 繁殖雌馬 Blue Diamond 2011年（深棗色）                       | Grace Admire 1994年（棗色） | 東來兵         | Severn Bridge |
| 繁殖雌馬 Blue Diamond 2011年（深棗色）                       | Grace Admire 1994年（棗色） | Ballet Queen   | 鞍匠井        |
| 繁殖雌馬 Blue Diamond 2011年（深棗色）                       | Grace Admire 1994年（棗色） | Ballet Queen   | Sun Princess  |
| 雌系：Ballet Queen系（號族：1-l）                            |                             |                |               |
| 五代內近親交配：週日寧靜 4×3、鞍匠井 4×4、Hail to Reason 5×5 |                             |                |               |

## 命名由來
名字Aristoteles（アリストテレス）即是古希臘哲學家亞里士多德，香港則取意譯，翻譯為「大哲學家」。

## 外部連結
- 大哲學家 netkeiba.com （页面存档备份，存于）
- 血統表 （页面存档备份，存于）